# Douglas Water
Das Douglas Water ist ein Fluss in der schottischen Council Area South Lanarkshire.

## Verlauf
Es entspringt in 457 m Höhe an den Hängen des 593 m hohen Cairn Table nahe der Grenze zwischen South Lanarkshire im Osten und East Ayrshire im Westen. Sein gesamter Lauf durch den dünnbesiedelten Süden South Lanarkshires folgt vornehmlich einer nordöstlichen Richtung. Nach wenigen Kilometern passiert das Douglas Water das Glenbuck Loch, den Quellsee des nach Westen abfließenden Ayr, in rund 200 m Abstand. Am Weiler Glespin mündet mit dem Glespin Burn einer der größten Zuflüsse ein. Das Douglas Water tangiert die Ortschaft Douglas und mündet nach insgesamt 32 km nahe New Lanark oberhalb der Falls of Clyde in den Clyde.
Ab dem Glenbuck Loch folgt die A70 (Edinburgh–Ayr) grob dem Lauf des Douglas Waters und quert den Fluss einmal. Des Weiteren ist die M74 über den Fluss geführt.